# 厚轴茶
厚轴茶（学名：Camellia crassicolumna）为山茶科山茶属的植物。分布在中国大陆的云南等地，属中国原产的植物（非从国外引种）。